# Poséidon (navire de fiction)
Le Poséidon est un paquebot fictif, où se déroule un roman de Paul Gallico de 1969 et qui est apparu dans quatre adaptations au cinéma.
Dans le roman, le paquebot fait une traversée de l'Atlantique pendant un mois, vers l'Afrique et l'Amérique du Sud. Le 26 décembre, le paquebot est chaviré par une lame de fond provoquée par un glissement de terrain. Le paquebot pèse 81 000 tonnes, il est long comme quatre pâtés de maisons et est aussi haut qu'un immeuble d'appartements. Il est dit qu'il a aussi trois entonnoirs « massifs ». 
Dans le premier film, le paquebot effectue un voyage dans la mer Méditerranée pour son dernier voyage en direction de l'Italie, la Grèce et l'Afrique et comme dans le roman, le paquebot est chaviré par une vague à la suite d'un séisme sous-marin au sud de la Crète lors du réveillon de la Nouvelle-Année. La suite du film s'appelle Le Dernier Secret du Poseidon, où l'épave du paquebot flotte toujours à la surface avant de couler quelques heures plus tard. 
Dans le remake de 2006, le paquebot est britannique et doit arriver à New York.
Dans le premier film et les deux remakes, un groupe de survivants tentent de se frayer un chemin vers la quille renversé du navire, qui les mènera au sauvetage.